# Henk Geels
Henk Geels (Alkmaar, 15 oktober 1942 - Schagen, 12 april 2010) was een artiestenmanager.

## Biografie
Geels bracht zijn jeugd door in Alkmaar. Hij ging na de middelbare school in 1972 werken bij een drafbaan waar hij als kind al graag kwam kijken naar de koersdagen.
Zijn vader werkte daar als vrachtwagenchauffeur om de paarden te bezorgen.

## Carrière
Geels was manager van vele Nederlandse, voornamelijk Noord-Hollandse artiesten, onder wie Gerard Joling, Marco Borsato en de Dolly Dots.
De laatste jaren had hij een spierziekte en was dementerende. Toen hij op 67-jarige leeftijd met nog een aantal mensen vervoerd werd per invalidenbusje van een verpleeghuis naar een dagopvang, kwam hij bij een auto-ongeluk om het leven. Naast hem was er nog een dode, drie zwaargewonden en drie lichtgewonden. De bestuurster had nekletsel en was in shock.
Het bedrijf van Geels, Geels Evenementen (dat is opgericht in 1990), organiseerde elk jaar een nieuwjaarsborrel waarbij ook de Geels Populariteits Awards werden uitgereikt. Geels was getrouwd en had kinderen en kleinkinderen. In verband met de ziekte van Geels hadden zijn vrouw Carla en kinderen het bedrijf al eerder van hem overgenomen.